# Friedrich Faller
Friedrich Faller (* 17. Mai 1856 in Waldshut; † 15. April 1905 in Bonndorf im Schwarzwald) war Gastwirt und Mitglied des Deutschen Reichstags.
Faller besuchte die Realschule in Ravensburg, das Pensionat für französische und englische Sprache in Neuchatel und das internationale Lehrinstitut zu Bruchsal. Ab 1875 war er im väterlichen Geschäfte tätig, welches er 1886 übernahm (Land- und Gastwirtschaft und Posthalterei in Bonndorf). Ab 1895 war er Mitglied der Kreisversammlung und ab 1896 Mitglied des badischen Landwirtschaftsrats. Von 1888 bis 1904 war er Kommandant der Freiwilligen Feuerwehr Bonndorf. Von 1898 bis zu seinem Tode war er Mitglied des Deutschen Reichstags für den Wahlkreis Großherzogtum Baden 2 (Donaueschingen, Villingen) und die Nationalliberale Partei.